# Psychotria angustata
Psychotria angustata là một loài thực vật có hoa trong họ Thiến thảo. Loài này được Andersson miêu tả khoa học đầu tiên năm 1861.